# Sukabakti (Palas)
Sukabakti is een bestuurslaag in het regentschap Lampung Selatan van de provincie Lampung, Indonesië. Sukabakti telt 1927 inwoners (volkstelling 2010).